# Grande mosquée de Béjaïa
La Grande Mosquée de Béjaïa  (en arabe : جامع بجاية الكبير) ou Mosquée Al-Mansuriyah (en arabe : جامع المنصورية) était une mosquée historique majeure à Béjaïa, en Algérie. Sa construction remonte au début du XIe siècle, sous le règne de l'émir hammadide Al-Mansur ben al-Nasir,,. La mosquée a été détruite par les Espagnols après la prise de la ville en 1510.

## Histoire

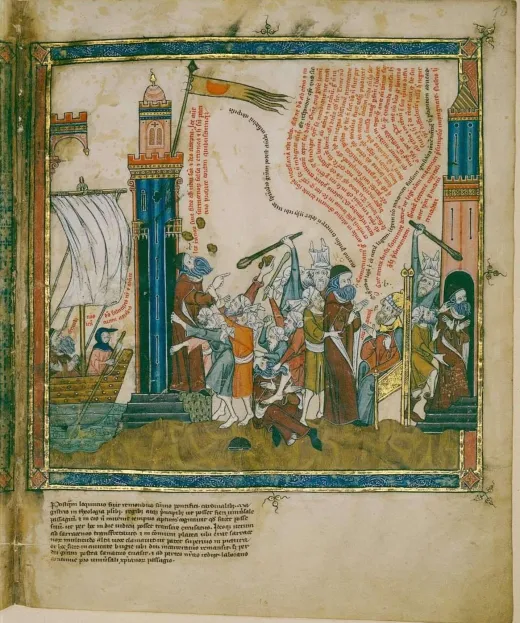
Illustration représentant Raymond Lulle (1232- 1315) lors de son voyage à Béjaïa, avec le minaret de la Grande Mosquée de Béjaïa représenté en arrière-plan.

Il ne reste rien des mosquées Hammadides de Béjaïa, y compris la Grande Mosquée, la Mosquée de Rehane et la Mosquée de Natain (arabe : مسجد النطاعين). Cependant, Laurent-Charles Féraud et Léon de Beylié fournissent une description détaillée de la Grande Mosquée. Ces sources mentionnent qu'un calligraphe de Béjaïa nommé Al-Bajawi a donné une description détaillée de la Grande Mosquée de Béjaïa dans un manuscrit du XIIe siècle. Selon ce manuscrit, le prince Al-Mansur ben al-Nasir acheva la construction du Palais des Perles en 1100 et le transforma en mosquée. Il a ensuite placé deux colonnes monolithiques à l'intérieur du palais, qui ont été découvertes à l'intérieur d'une ancienne église endommagée. Malgré l'intérêt manifesté par le Pape l'évêque de Rome pour les acheter, Al-Mansur refusa la proposition. Al-Bajawi a également noté que l'émir Hammadide avait construit un dôme et un minaret près des puits du jardin, aux dimensions impressionnantes. Le manuscrit rapporte en outre qu'Al-Mansur a dépensé 86 000 mithqal en or pour la construction de la mosquée. Au fil du temps, la mosquée est devenue un centre d'enseignement scientifique et religieux, attirant de nombreux érudits et Ouléma. Sa renommée se poursuivit pendant l'ère des Almohades mais prit fin au XVIe siècle lorsqu'elle fut démolie par les Espagnols lors de la capture de la ville de Béjaïa en 1510,.

## Architecture
L'historien et archéologue Rachid Bourouiba donne un aperçu complet des caractéristiques architecturales de la mosquée à partir de plusieurs références, y compris un manuscrit du XIIe siècle attribué à un auteur nommé Ibn Hammad al-Sanhadji, dont la description de la mosquée est comme suit, : 

« La longueur de cette mosquée était de 222 coudées sur une largeur de 150 coudées, avec une façade ornée de dix-sept croisée d'ogives et d'une grande porte sur ses côtés droit et gauche. Des dalles de marbre ornées d'inscriptions ont été trouvées à côté de cette porte principale, et la mosquée possédait 22 autres portes, dont l'une menait à une salle de prière réservée aux femmes, gardée par un cheikh âgé. Un grand dôme était soutenu circulairement par trente-deux colonne. Le sol de la mosquée était pavé de marbre, ses murs recouverts de zellige et ornés d'inscriptions Coraniques. Le minaret de cette mosquée avait 70 coudées de haut et 20 coudées de large. Il avait deux portes, l'une ouvrant à l'Est, l'autre au Sud. Les montants qui encadraient les portes de ce minaret étaient en marbre sculpté, de même que le linteau de ces portes. Tout le mihrab et la partie qui l'entourait étaient en marbre blanc. Dans la partie du milieu, sur un cordon circulaire, était gravée et non peinte une section du Coran. De haut en bas les murs étaient couverts de sculptures et de peintures, dont quelques-unes étaient des inscriptions lisibles, le tout exécuté avec un art varié. Les colonnes de marbre en étaient également décorées avec une très grande élégance. Le nombre des colonnes qu'il y avait dans cette mosquée était de quatre cent douze. On y comptait quatorze galeries couvertes. Dans la partie antérieure de la mosquée on y trouve une maqsura ayant une porte ouvrant près Minbar. Devant les galeries, le patio a été pavé sur une étendue d'environ quinze coudées. La mosquée avait douze portes; une chambre réservée aux femmes était située à l'Est et séparée de la mosquée par un mur d'une belle construction. Cette salle contenait deux cents colonnes ; à sa partie supérieure était une grandecoupole au milieu d'autres plus petites. On y voyait en outre des fontaines coulant des murs, une grande salle près de la porte et des chambres dans l'étage supérieur destinées au logement du gardien des femmes, et des jeunes filles, pour empêcher les hommes de pénétrer chez elles. »